# Легг, Уильям, 10-й граф Дартмут
Уильям Легг, 10-й граф Дартмут, также известный как Уильям Дартмут (англ. William Legge, 10th Earl of Dartmouth; родился 23 сентября 1949 года) — британский политик и наследственный пэр, носивший титул учтивости — виконт Луишем с 1962 по 1997 год.
С 2009 по 2019 год Дартмут заседал в Европейском парламенте в качестве члена Европейского парламента от Юго-Западной Англии. Он был избран от Партии независимости Великобритании (UKIP) и служил национальным представителем по торговле с 2010 по 2018 год. Он ушел из UKIP в 2018 году из-за недовольства тем, как меняется партия.

## Ранняя жизнь и образование
Родился 23 сентября 1949 года в Лондоне. Старший сын Джеральда Легга, 9-го графа Дартмута (1924—1997) и Рейн Маккоркодейл (1929—2016), дочери писательницы Барбары Картленд. Он стал сводным братом леди Дианы Спенсер, когда в 1976 году его мать вышла замуж за 8-го графа Спенсера.
Уильям Дартмут получил образование в Итоне и Крайст-Черче в Оксфорде, где был избран членом Консервативной ассоциации Оксфордского университета и Общества Оксфордского союза. Он получил степень бакалавра, затем получил степень магистра и поступил в Гарвардскую школу бизнеса, где получил степень MBA.

## Карьера
Уильям Дартмут получил диплом дипломированного бухгалтера, что также было занятием его отца Джеральда Легга, 9-го графа Дартмута.
На парламентских выборах в феврале 1974 года в качестве виконта Луишема Уильям Дартмут безуспешно боролся за Ли, Ланкашир, за консерваторов, а на выборах в октябре 1974 года боролся за Стокпорт-Саут.
В 1975 году он стал членом Института дипломированных бухгалтеров. В 1997 году он унаследовал титулы пэров своего отца и как граф Дартмут сидел в качестве консервативного пэра в Палате лордов до 1999 года, когда Закон о Палате лордов первого министерства Блэра 1999 года удалил из парламента всех, кроме 92 наследственных пэров. В январе 2007 года Дартмут объявил, что покидает консерваторов в пользу Партии независимости Великобритании (UKIP), ссылаясь на опасения по поводу политики Дэвида Кэмерона, тогдашнего лидера оппозиции.
На выборах в Европейский парламент 2009 года Уильям Дартмут был избран вторым депутатом Европарламента от UKIP в регионе Юго-Западной Англии и переизбран в 2014 году, когда он был первым депутатом Европарламента от UKIP в региональном списке. В Европейском парламенте он входил в группу «Европа свободы и демократии» (позже «Европа свободы и прямой демократии») и входил в Комитет по международной торговле. В 2010 году он стал национальным представителем UKIP по торговле и промышленности, а в феврале 2016 года был назначен одним из двух национальных заместителей председателя партии. Он был автором многих публикаций UKIP, EFD и EFDD. 22 января 2018 года, после вотума недоверия Национального исполнительного комитета UKIP лидеру Генри Болтону в предыдущий день, Уильям Дартмут ушел с поста представителя торговли и промышленности, оказывая дальнейшее давление на Болтона, чтобы уйти в отставку.
В сентябре 2018 года Уильям Дартмут подал в отставку из Партии независимости Великобритании, сославшись на озабоченность по поводу поведения нового лидера Джерарда Баттена и жалуясь, что партия «широко воспринимается как гомофобная и антиисламская». Дартмут осудил Баттена за то, что он вел партию к крайне правым и осудил его одобрение и поддержку крайне правых групп и «диковинных личностей». Дартмут заявил, что не присоединится к другой политической партии и будет служить до конца своего срока в Европейском парламенте в качестве независимого, продолжая представлять Юго-запад Англии и Гибралтар.

## Семья и личная жизнь
В июне 2009 года Уильям Дартмут женился на уроженке Мельбурна, бывшей модели Фионе Кэмпбелл, ныне именуемой леди Дартмут, чей первый муж, Мэтт Хэнбери, является племянником Руперта Мердока. Впоследствии они развелись.
У Дартмута есть сын Джеральд Глен Кавана-Легг (род. 19 марта 2005) от его предыдущих отношений с телевизионным продюсером Клэр Кавана .
Нынешний предполагаемый наследник графства Дартмут и других пэрских титулов — младший брат нынешнего графа, Достопочтенный Руперт Легг (род. 1951), женатый на Виктории Оттли и имеющий двух детей.